# Cacopsylla phlebophyllae
Cacopsylla phlebophyllae är en insektsart som först beskrevs av Hodkinson 1978.  Cacopsylla phlebophyllae ingår i släktet Cacopsylla och familjen rundbladloppor. Inga underarter finns listade i Catalogue of Life.